# Gustav Aduatz

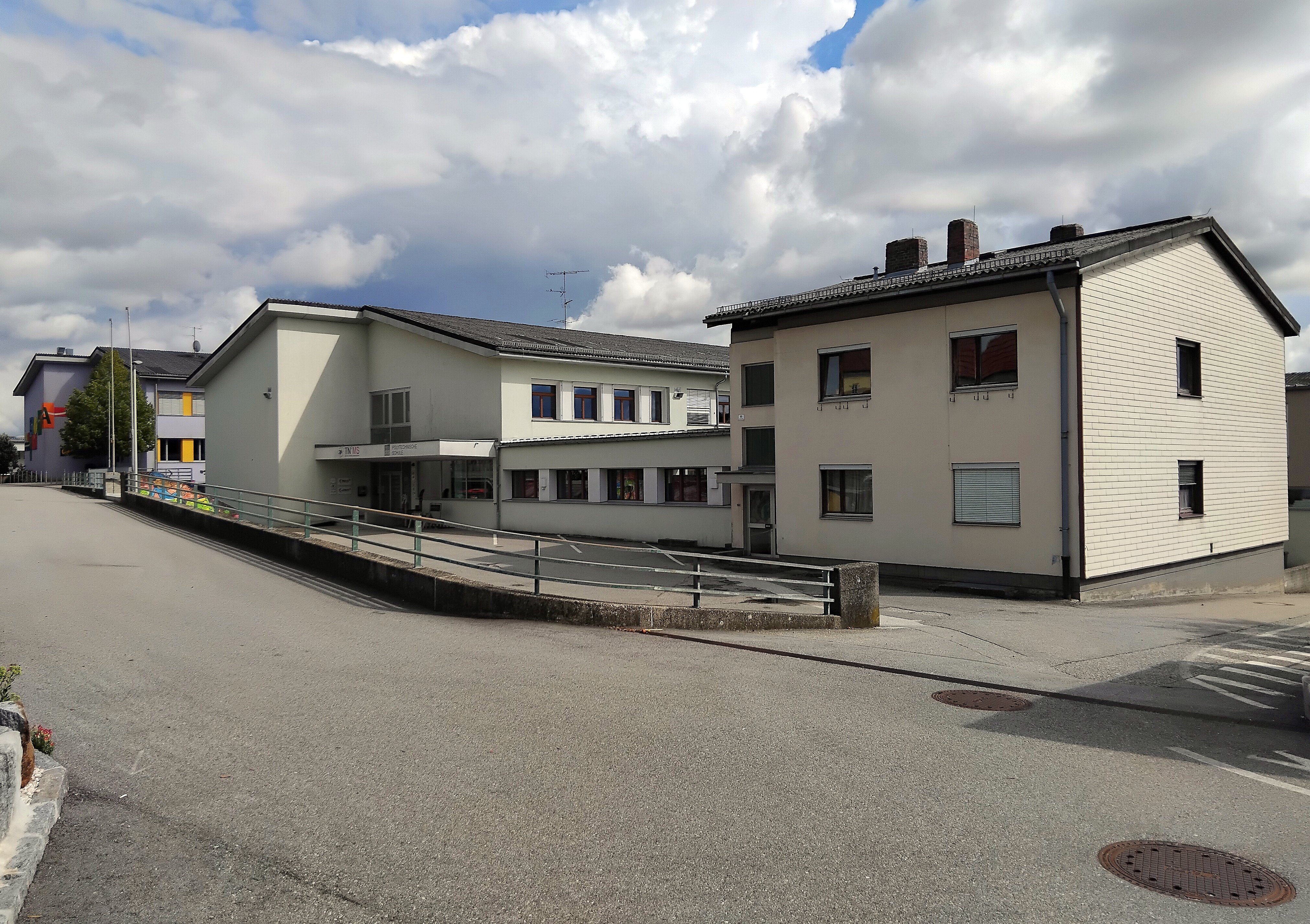
Schulzentrum St. Marienkirchen bei Schärding, errichtet 1972–1977 nach Plänen von Gustav Aduatz

Gustav Aduatz (* 16. August 1908 in Klagenfurt; † 8. Oktober 1991 in Schärding, Oberösterreich) war ein österreichischer Architekt.

## Leben
Gustav Aduatz war ein Sohn des aus dem Burgenland stammenden k.u.k. Polizeibeamten Andreas Aduatz und der aus Kärnten stammenden Englischlehrerin Maria Pierzl. Er hatte drei Geschwister, darunter der Architekt Wilhelm Aduatz und der Maler Friedrich Aduatz. 
Gustav Aduatz studierte Architektur und war Dipl.-Ing. Als Stadtarchitekt von Schärding war er mehrfach mit privaten und öffentlichen Bauten in Schärding beschäftigt, wobei auf den Ensemble-Denkmalschutz entsprechend zu achten war. Zu seinen Aufträgen gehörten ein Firmengebäude für die Buchhandlung und Papierfirma Josef Heindl in Schärding sowie 1968 der Bau eines Turnsaal für das Bundesrealgymnasium Linz Fadingerstraße (ehemalige k.k. Staats-Realschule in Linz, Fadingerstraße 4). Er war Mitglied der Innviertler Künstlergilde und veröffentlichte als Schärdinger Stadtarchitekt zweimal in deren Jahrbuch.

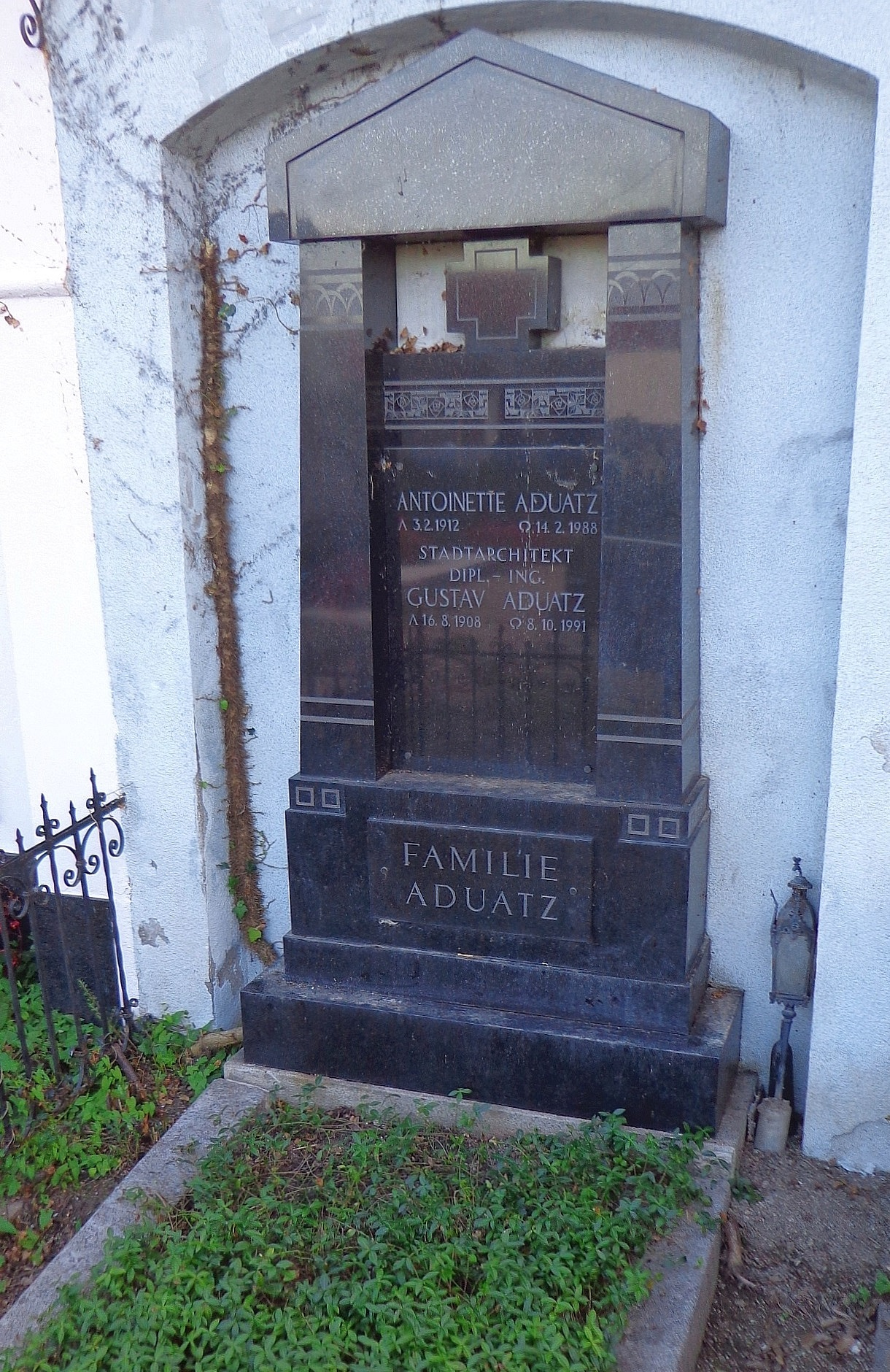
Stadtfriedhof Schärding – Grab des Architekten Gustav Aduatz